# Teorema dei numeri primi
In teoria dei numeri, il teorema dei numeri primi descrive la distribuzione asintotica dei numeri primi, dando una descrizione approssimativa di come i numeri primi sono distribuiti.

## Enunciato
Per ogni numero reale positivo {\displaystyle x,} si definisca la funzione:
{\displaystyle \pi (x):={\text{ numero di primi minori o uguali a }}x.}
Il teorema dei numeri primi afferma che:
{\displaystyle \pi (x)\sim {\frac {x}{\ln x}},}
dove {\displaystyle \ln(x)} è il logaritmo naturale di {\displaystyle x.} Questa notazione vuole significare solo che il limite del quoziente delle due funzioni {\displaystyle \pi (x)} e {\displaystyle x/\ln(x)} per {\displaystyle x} che tende ad infinito è 1 (vedi stima asintotica); ciò non significa che il limite della differenza delle due funzioni, per {\displaystyle x} che tende ad infinito, è 0.

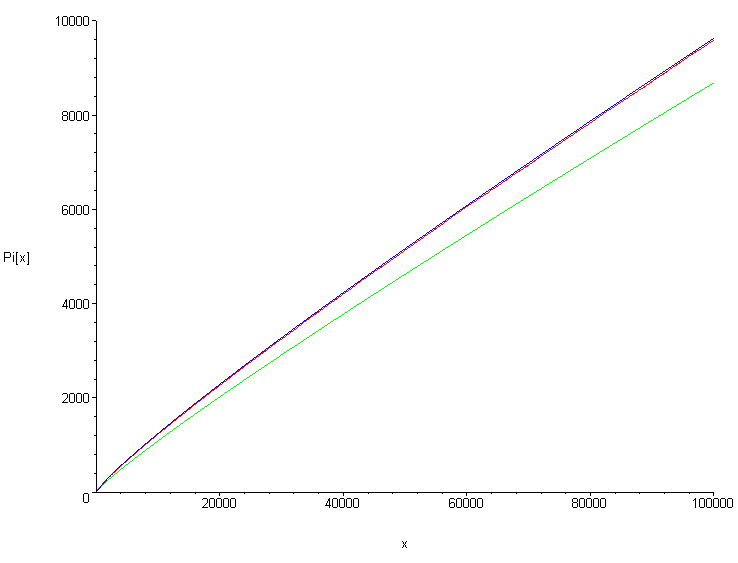
Comparazione tra le funzioni π(x), x/ln x e Li(x)

Un'approssimazione ancora migliore, e una stima per il termine di errore, sono date dalla formula:
{\displaystyle \pi (x)=\mathrm {Li} (x)+O\left(xe^{-{\frac {1}{15}}{\sqrt {\ln x}}}\right),\quad {\text{per }}x\to \infty }
dove si è usata la notazione O grande, e {\displaystyle \mathrm {Li} (x)} denota la funzione logaritmo integrale.
Come conseguenza del teorema dei numeri primi si può ottenere un'espressione asintotica per l'{\displaystyle n}-esimo numero primo {\displaystyle p(n)}:
{\displaystyle p(n)\sim n\ln n.}
Equivalentemente, la differenza tra l'{\displaystyle n}-esimo numero primo e il successivo è asintotica a:
{\displaystyle p(n+1)-p(n)\sim \ln n.}
Quella che segue è una tabella che mette a confronto le tre funzioni {\displaystyle \pi (x),} {\displaystyle x/\ln x} e {\displaystyle \mathrm {Li} (x).}
| x    | π(x)                          | π(x) − x / ln x            | π(x) / (x / ln x) | Li(x) − π(x)  | π(x) / Li(x) | x / π(x) |
| ---- | ----------------------------- | -------------------------- | ----------------- | ------------- | ------------ | -------- |
| 10   | 4                             | −0,3                       | 0,921             | 2,2           | 0,64516129   | 2,500    |
| 102  | 25                            | 3,3                        | 1,151             | 5,1           | 0,830564784  | 4,000    |
| 103  | 168                           | 23                         | 1,161             | 10            | 0,943820225  | 5,952    |
| 104  | 1 229                         | 143                        | 1,132             | 17            | 0,98635634   | 8,137    |
| 105  | 9 592                         | 906                        | 1,104             | 38            | 0,996053998  | 10,425   |
| 106  | 78 498                        | 6 116                      | 1,084             | 130           | 0,998346645  | 12,740   |
| 107  | 664 579                       | 44 158                     | 1,071             | 339           | 0,999490163  | 15,047   |
| 108  | 5 761 455                     | 332 774                    | 1,061             | 754           | 0,999869147  | 17,357   |
| 109  | 50 847 534                    | 2 592 592                  | 1,054             | 1.701         | 0,999966548  | 19,667   |
| 10   | 455 052 511                   | 20 758 029                 | 1,048             | 3 104         | 0,999993179  | 21,975   |
| 1011 | 4 118 054 813                 | 169 923 159                | 1,043             | 11 588        | 0,999993179  | 24,283   |
| 1012 | 37 607 912 018                | 1 416 705 193              | 1,039             | 38 263        | 0,999997186  | 26,590   |
| 1013 | 346 065 536 839               | 11 992 858 452             | 1,034             | 108 971       | 0,999998983  | 28,896   |
| 1014 | 3 204 941 750 802             | 102 838 308 636            | 1,033             | 314 890       | 0,999999685  | 31,202   |
| 1015 | 29 844 570 422 669            | 891 604 962 452            | 1,031             | 1 052 619     | 0,999999902  | 33,507   |
| 1016 | 279 238 341 033 925           | 7 804 289 844 393          | 1,029             | 3 214 632     | 0,999999965  | 35,812   |
| 1017 | 2 623 557 157 654 233         | 68 883 734 693 281         | 1,027             | 7 956 589     | 0,999999988  | 38,116   |
| 1018 | 24 739 954 287 740 860        | 612 483 070 893 536        | 1,025             | 21 949 555    | 0,999999997  | 40,420   |
| 1019 | 234 057 667 276 344 600       | 5 481 624 169 369 960      | 1,024             | 99 877 775    | 0,999999999  | 42,725   |
| 1020 | 2 220 819 602 560 918 800     | 49 347 193 044 659 704     | 1,023             | 222 744 644   | 1,000000000  | 45,028   |
| 1021 | 21 127 269 486 018 730 000    | 446 579 871 578 168 700    | 1,022             | 597 394 254   | 1,000000000  | 47,332   |
| 1022 | 201 467 286 689 315 900 000   | 4 060 704 006 019 621 000  | 1,021             | 1 932 355 208 | 1,000000000  | 49,636   |
| 1023 | 1 925 320 391 606 818 000 000 | 37 083 513 766 592 670 000 | 1,020             | 7 236 148 412 | 1,000000000  | 51,939   |

## Storia del teorema
Questo teorema fu congetturato per la prima volta da Legendre nel 1798 e fu riproposto pochi anni più tardi da Gauss nella forma equivalente
{\displaystyle \pi (x)\approx \mathrm {Li} (x).}
Il primo risultato nella direzione della dimostrazione di tale congettura fu provato da Chebyshev che nel 1848 mostrò che, se {\displaystyle \pi (x)\ln(x)/x} converge ad un limite per {\displaystyle x} tendente all'infinito, il limite dev'essere 1. Due anni più tardi lo stesso Chebyshev provò che vi sono due costanti {\displaystyle 0<a<1<b} tali che
{\displaystyle a{\frac {x}{\ln x}}<\pi (x)<b{\frac {x}{\ln x}}}
per {\displaystyle x} sufficientemente grande. Le dimostrazioni del matematico russo si basano sulla formula prodotto di Eulero che afferma che
{\displaystyle \sum _{n=1}^{\infty }{\frac {1}{n^{x}}}=\prod _{p}{\frac {1}{1-p^{-x}}},}
per {\displaystyle x>1.} Nel 1859 il matematico tedesco Bernhard Riemann pubblicò un articolo in cui considerava tale prodotto non più per una variabile reale {\displaystyle x,} ma per una variabile complessa {\displaystyle s} di parte reale maggiore di 1, definendo quindi la funzione
{\displaystyle \zeta (s)=\sum _{n=1}^{\infty }{\frac {1}{n^{s}}}=\prod _{p}{\frac {1}{1-p^{-s}}},}
divenuta nota con il nome di funzione zeta di Riemann. Sebbene Riemann non riesca a provare il teorema dei numeri primi, i risultati che ottiene, quale l'equazione funzionale per la funzione zeta di Riemann, e il punto di vista nuovo che introduce saranno fondamentali per la successiva dimostrazione. Circa quarant'anni dopo il lavoro di Riemann, nel 1896, Hadamard e de la Vallée Poussin riescono, indipendentemente, a provare il teorema dei numeri primi. Entrambe le dimostrazioni utilizzano metodi di analisi complessa e si basano principalmente sulla dimostrazione che la funzione zeta di Riemann non ha zeri nella retta Re(s)=1.
Il legame tra il teorema dei numeri primi e la funzione zeta di Riemann è molto profondo. Più precisamente, ogni risultato sull'assenza di zeri nella striscia {\displaystyle 1/2<\mathrm {Re} (s)<1,} ha come conseguenza risultati sulla bontà dell'approssimazione di {\displaystyle \pi (x)} con {\displaystyle \mathrm {Li} (x)}. Un esempio di ciò è dato dal risultato che Helge von Koch dimostrò nel 1901. Egli provò infatti che se non vi sono zeri in tale striscia, allora
{\displaystyle \pi (x)=\mathrm {Li} (x)+O\left({\sqrt {x}}\ln x\right).}
In altre parole, la veridicità dell'ipotesi di Riemann implica una stima molto migliore dell'errore presente nel teorema dei numeri primi rispetto a quelle attualmente disponibili e, fondamentalmente, anche la migliore stima possibile.

## Il problema della "profondità"
Sono disponibili delle cosiddette "dimostrazioni elementari" del Teorema, dimostrazioni che non usano cioè metodi di analisi complessa. La prima fra queste è stata fornita in parte indipendentemente da Paul Erdős e Atle Selberg nel 1949; precedentemente, alcuni esperti nel campo avevano creduto che una dimostrazione simile non potesse essere trovata. In altre parole, è stato dichiarato, specialmente da G. H. Hardy, che l'analisi complessa era necessariamente coinvolta nel Teorema, portando al concetto di profondità dei teoremi. Metodi con sole variabili reali erano considerati essere inadeguati. Questo non era un concetto logico e rigoroso (e effettivamente non può esserlo), ma era piuttosto basato sull'opinione che dovesse esistere una simile gerarchia di tecniche (per ragioni di estetica, presumibilmente, nel caso di Hardy). La formulazione di questa convinzione è stata piuttosto scossa da una dimostrazione del Teorema basata sul teorema tauberiano di Wiener, benché questo possa essere aggirato assegnando al teorema di Wiener una 'profondità' stessa equivalente ai metodi complessi.
Il lavoro di Selberg - Erdős ha effettivamente messo in gioco l'intero concetto, mostrando che i metodi "tecnicamente elementari" (in altre parole la combinatoria) sono stati più incisivi di quanto ci si sarebbe atteso. I successivi sviluppi dei metodi del crivello hanno mostrato che essi svolgono un ruolo ben definito nella teoria dei numeri primi.